# Gauthier IV Berthout
Pour les articles homonymes, voir Maison Berthout et Berthout.
Gauthier IV Berthout (†1220), est un membre de la noblesse féodale du duché de Brabant qui vécut entre la fin du XIIe siècle et le début du XIIIe siècle. Bien qu'il soit le quatrième Berthout à porter ce prénom, certains historiens, le mentionnent comme Gauthier Ier car il fut le premier membre de la famille à jouer un rôle politique important à Malines, où il exerça les fonctions d'avoué des évêques de Liège.

## Biographie
Gauthier est le fils de Gauthier III Berthout et de Guda de Bretagne,. On ne connaît pas la date de sa naissance. À la mort de son père, aux alentours de l'an 1202, il hérite de différentes terres, constituées principalement des pays situés autour de Malines et du pays d'Arckel. Son père exerçait également à Malines les fonctions d'avoué du chapitre de Saint-Rombaut,.
À la mort d’Albert II de Dabo-Moha en 1212, la guerre éclate entre le neveu de ce dernier, le duc Henri Ier de Brabant, et Hugues de Pierrepont, prince-évêque de Liège, à qui Albert avait cédé ses alleux de Moha et Waleffes. Gauthier prend le parti du duc de Brabant contre le prélat, et va grossir avec ses vassaux les rangs de l'armée ducale. Après une première victoire brabançonne qui aboutit au sac de Liège en 1212, les troupes du duc sont battues en 1213 lors du carnage de Steppes.
Les habitants de Malines, probablement encouragés par Gauthier qui souhaitait assoir plus solidement son pouvoir dans la seigneurie, profitent de ces troubles pour s'opposer à leur seigneur, l'évêque de Liège, en refusant notamment de payer à ce dernier les impôts qui lui étaient dus. Accaparé par sa guerre contre le duc Henri, l'évêque n'a pas les moyens de faire respecter ses droits par la force et se résout donc à négocier avec Gauthier Berthout.
Par charte datée de 1213, Gauthier Berthout reconnaît la souveraineté des évêques de Liège sur la seigneurie de Malines. En échange, il s'y voit accorder des domaines, de grands privilèges et une autorité très étendue. Gauthier se reconnaît donc vassal de l'Eglise de Liège et promet de défendre les intérêts de cette dernière à Malines. Ainsi, s'il ne porte pas officiellement le titre d'avoué, il en exerce de facto les fonctions à compter de cette date,.
Gauthier fait plusieurs voyages en Terre sainte, pour combattre les infidèles. Sa femme, Sophie de Looz, qui l’accompagne en Syrie, y décède en 1209 et est enterrée à Saint-Jean-d'Acre,.
On rapporte qu'en 1216, Gauthier Berthout partit pour l'Aragon afin de combattre les sarrasins aux côtés du roi Jacques Ier et qu'en remerciement ce dernier lui aurait cédé trois des neuf pals de son écu. Telle serait l'origine du blason d'or à trois pals de gueules des Berthout de Malines. Cette explication est toutefois contestée par certains historiens,.
Revenu à Malines, Gauthier reprend bientôt le chemin de Jérusalem pour la Cinquième croisade et y meurt sous les murs de Damiette (Égypte). Plusieurs historiens, fixent la date du décès au 20 octobre 1219 mais une autre source situe sa mort en 1220, se fondant sur un acte signé à cette date par Gauthier Berthout, ses fils Gilles et Arnould, et son frère Henri, qui l'accompagnaient à Damiette.
Son corps embaumé fut rapatrié et inhumé en l’église Saint-Rombaut à Malines,.

## Filiation
Gauthier se maria à Sophie de Looz. Plusieurs sources, rapportent qu'ils eurent trois enfants :
- Gauthier V Berthout (†1243), qui succède à son père comme avoué de Malines ;
- Henri († après 1235), seigneur de Duffel ;
- Gilles († après 1223), dit « à la Barbe », devenu chevalier teutonique à son retour de la cinquième croisade et dont les fils Gilles et Louis furent seigneurs de Berlaar[7],[8].

Une autre source mentionne un quatrième fils, Arnould, dont on ne sait rien sinon qu'il accompagna son père à Damiette lors de la cinquième croisade.